# Alberto Navarro Pastor
Alberto Navarro Pastor (Elda, 1921 - ibidem, 2007) fue un periodista y bibliotecario español, cronista oficial de la ciudad de Elda desde 1955.

## Biografía
Nació en 1921 en la calle Colón de Elda, en el seno de una familia de clase media. De formación autodidacta, desde joven estuvo muy interesado por la historia de Elda y los eldenses. Fue uno de los impulsores para la creación de la Biblioteca Municipal que se creó en 1954 en el colegio Público Padre Manjón y que actualmente lleva su nombre. Fue bibliotecario, sin remuneración, hasta 1976 y en ella se encuentra el vasto legado que él mismo donó.
Sus estudios sobre la historia de Elda le llevaron a publicar numerosos libros y publicaciones en revistas y periódicos de la localidad, además del reconocimiento de los premios "Lamberto Amat" de Bibliografía, otorgado por la Comisión Provincial de Monumentos de la Provincia de Alicante (1957) por su ensayo de "Bibliografía de Elda", el de "Ensayo de El Seráfico" (1976), convocado por la Sociedad Literaria de este nombre, y el "Ciudad de Elda" en 1980 convocado por la Caja de Ahorros de Alicante y Murcia por su trabajo "Elda en tres décadas".
En 1949 formó parte del equipo de personas que fundaron la revista Dahellos. Fue nombrado cronista de la ciudad en 1955, cargo que ostentó hasta su fallecimiento en enero de 2007. En 1956 fundó el semanario Valle de Elda, junto a Eduardo Gras y Rodolfo Guarinos, del que fue redactor y luego director durante 48 años, hasta 2004.
Fue nombrado Hijo Predilecto de la ciudad de Elda en 2004 (año del centenario del otorgamiento del título de ciudad) en reconocimiento a la intensa actividad intelectual desarrollada a lo largo de su vida.

## Obras
Además de sus artículos en revistas, su bibliografía está compuesta por las siguientes obras:
- "Bibliografía de Elda". Alicante, 1957.
- "Elda en tres décadas". Caja de Ahorros de Alicante y Murcia, 1980.
- "Historia de Elda" (tres volúmenes). Caja de Ahorros Provincial, 1981.
- "Vida y verso del Seráfico". Excmo. Ayuntamiento de Elda, 1982.
- "Elda, 1832-1980. Industria del calzado y transformación social" (conjuntamente con José Ramón Valero Escandell, Francisco Martínez Navarro y José María Amat Amer. Excmo. Ayuntamiento de Elda e Instituto de Cultura Juan Gil-Albert, 1992.
- "Vida y verso del Seráfico" (2ª edición corregida y aumentada). Excmo. Ayuntamiento de Elda, 1996.
- "La prensa periódica en Elda (1866-1992)". Instituto de Cultura Juan Gil-Albert, 1997.
- "Las Bandas de Música en Elda (1852-1995)". Alicante, 1998.
- "Eldenses notables". 2000.
- "Las fiestas de Elda". 2003.